# Gran Hotel Bali
El Gran Hotel Bali  de Benidorm (País Valencià), inaugurat el 17 de maig de l'any 2002, és l'hotel més alt d'Europa, així com l'edifici més alt del País Valencià. Té un total de 186 metres, a pesar que el pla parcial de construcció preveia una altura de 210 metres.
La instal·lació és de quatre estrelles, i compta amb 52 plantes en les quals es troben: 776 habitacions, dotze d'elles suites, 68 suites junior i altres deu dormitoris adaptats per a minusvàlids.
El Gran Hotel Bali, que està situat a La Cala de Benidorm, va començar a construir-se en 1988, amb un pressupost pròxim als 2.000 milions de pessetes, i la seva estructura va quedar acabada deu anys després. A partir d'aquest moment va donar començament la fase d'habilitació i decoració de dependències, distribuïdes en dos edificis.
El director del projecte, l'arquitecte Antonio Escario, va treballar al costat d'un ampli equip de col·laboradors que van dissenyar per a aquest hotel una estructura de formigó per a una superfície total construïda de 40.000 metres quadrats.
Anualment l'hotel alberga una carrera de pujada d'escales fins al mirador, estant el rècord en possessió de l'australià Paul Crake, que en l'any 2003 va ascendir en 4 minuts i 35 segons. Des del Gran Hotel es va celebrar el primer campionat de salt base, l'Spain Base 08. A l'any següent se celebra el primer campionat mundial d'aquesta disciplina.